# Gornji Karin

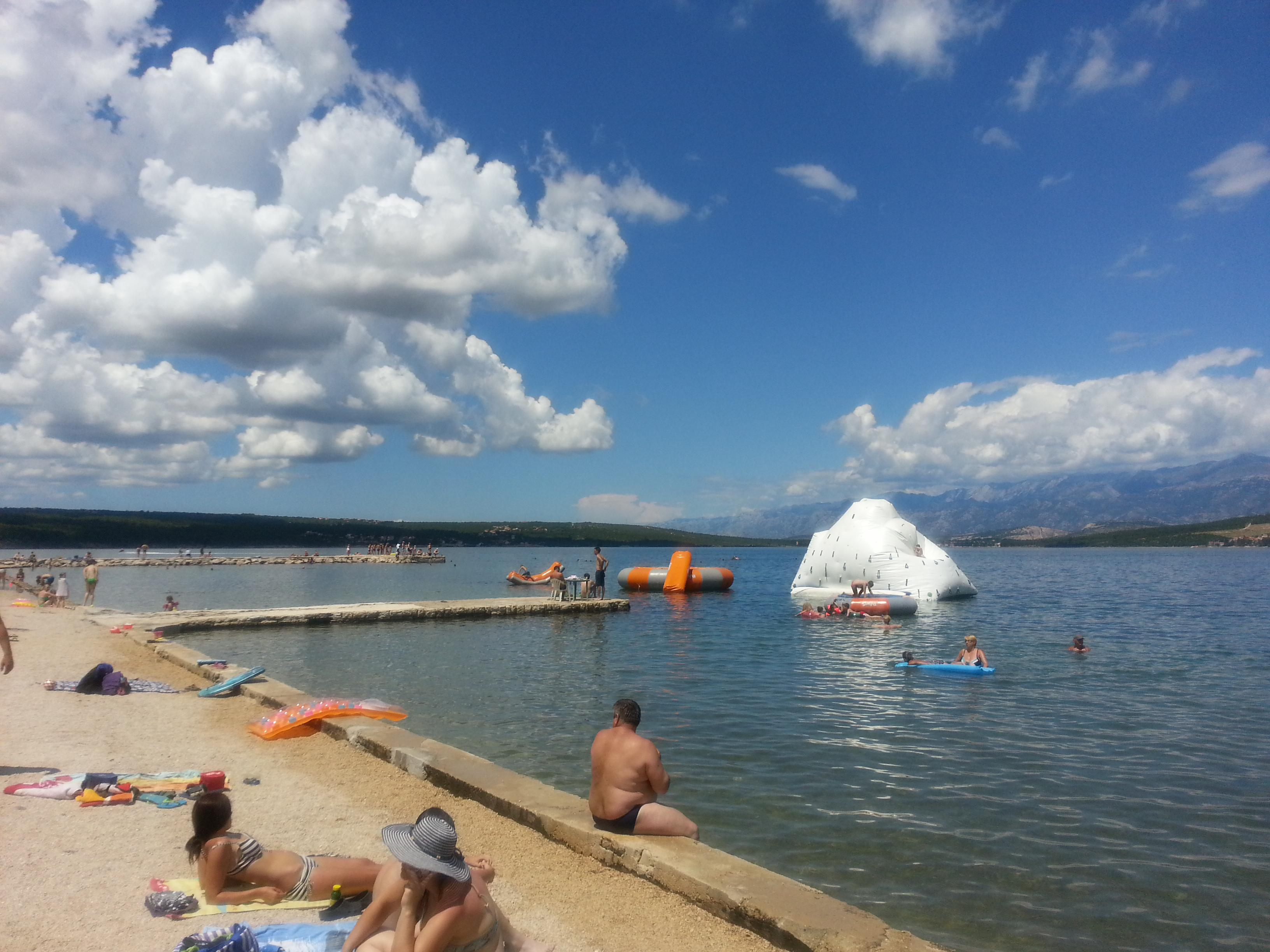
Plážové sporty na moři v Gornjim Karinu

Gornji Karin je vesnice a přímořské letovisko v Chorvatsku v Zadarské župě, které se nachází na pobřeží Karinského zálivu, který je zátokou Jaderského moře. Vesnice administrativně patří pod město Obrovac, od kterého je vzdálena 25 km. Ve vzdálenosti 50 km západně od vesnice leží Zadar a 70 km jihovýchodně Šibenik.
Nedaleko se nachází rovněž pravoslavný kostel, vyhledávaný zejména Srby, kteří sem (většinou na chrámový svátek) přijíždějí.
V roce 2011 zde žilo 1 125 obyvatel.
Nedaleko města se nacházejí kaňony řek Krka a Zrmanja a vodopády řeky Bijela, přírodní bláto a Národní park Velebit.